# Racionamiento en Reino Unido durante la Segunda Guerra Mundial

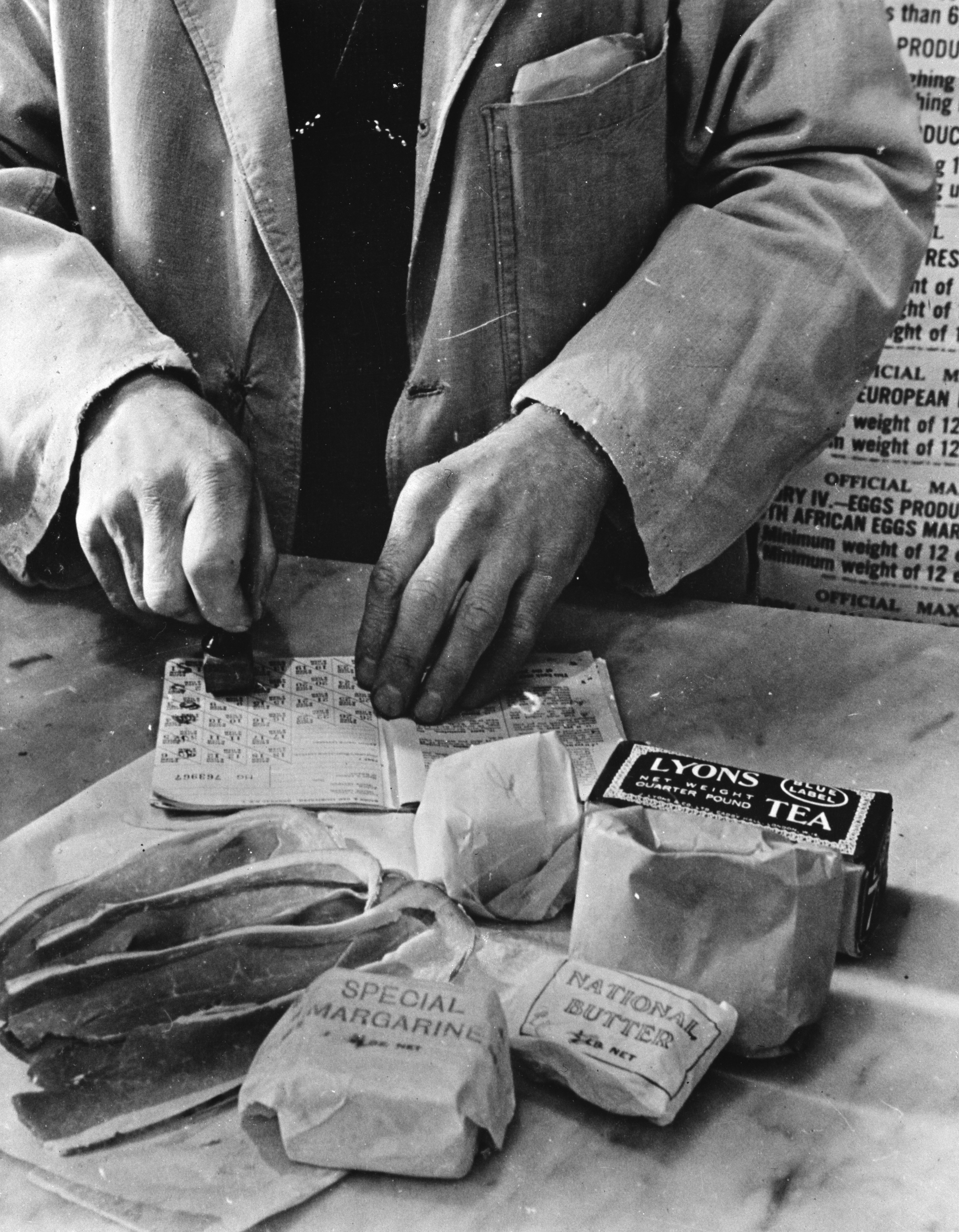
Racionamiento civil: un tendero cancela el cupón del libro de racionamiento de una ama de casa.

Al comienzo de la Segunda Guerra Mundial, el Reino Unido importó cerca de 55 millones de toneladas de alimentos por año, incluyendo más del 50% de la carne, 70% del queso y azúcar, cerca del 80% de las frutas y casi el 90% de los cereales y grasas.
Una de las estrategias principales de las potencias del eje era atacar y hundir la marina mercante que abastecía al Reino Unido, haciendo que la industria británica se resintiera y fuera más débil (véase Batalla del Atlántico).

## Ambiente del Racionamiento
Para ocuparse de los periodos de escasez extremas que podrían llegar durante los periodos de guerra el ministerio del alimento (Minister of Food) instituyó un sistema de racionamiento de alimentos. Cada persona iría a las tiendas locales y de barrio, y se le proporcionaría un libro de racionamiento que contenía un conjunto de cupones. El ministerio garantizaba la logística y la cantidad asignada a cada comerciante en proporción a los clientes registrados. Al comprar mercancías, el comprador tenía que entregar el cupón así como el dinero para la compra. El 8 de enero de 1940 se empezaba a racionar el tocino, la mantequilla y el azúcar. Estos alimentos fueron seguidos por la carne, el té, la mermelada, las galletas, los cereales de desayuno, el queso, los huevos, la leche y la fruta en conserva. Uno de los pocos alimentos no racionados era el popular Fish and chips. El excesivo control por parte del gobierno en el racionamiento de los alimentos hizo que mucha gente comprara alimentos en el mercado negro; sin embargo engañaron a muchos consumidores a menudo con sustitutos más baratos tales como carne de caballo en lugar de la carne de vaca.

### Los restaurantes
A medida que iba progresando la guerra la gran parte de los alimentos fueron sujetos a racionamiento, posteriormente alcanzó a las ropas y a la gasolina. Los restaurantes estaban exentos del racionamiento, lo que condujo a un cierto resentimiento ya que las personas adineradas podrían suplir su restricción del alimento comiendo fuera de casa y de forma extravagante. Para restringir esta situación se impusieron ciertas reglas:
- Ninguna comida podría costar más de cinco chelines.
- Ninguna comida podía consistir en más de tres platos.
- La carne y los pescados no se podían servir en la misma mesa.

Los establecimientos conocidos como «Restaurantes Británicos» hicieron posible a muchos ingleses la experiencia de comer lejos de su hogar. Los Restaurantes Británicos fueron puestos bajo control de las autoridades locales, que las fijaron para arriba en una variedad de diversas premisas tales como proporcionar alimentos a las escuelas y a los miembros de la iglesia. Se desarrolló el LCC’s Londoners’ Meals Service, originado en septiembre de 1940 como institución temporal, cuya función era proporcionar un sistema de emergencia para alimentar a las personas que habían sido bombardeadas. A mediados del año 1941, el LCC’s Londoners’ Meals Service tenía funcionando doscientos de estos restaurantes. En ellos una comida de tres platos costaba solamente 9 Peniques. Los estándares variaron, pero los mejores fueron apreciados y tenían grandes clientelas que comían allí de forma regular. Esquemas similares fueron puestos en funcionamiento en otras ciudades.

### La Ropa
La ropa fue racionada mediante un sistema de puntos. El permiso estaba inicialmente fijado para aproximadamente un traje completo nuevo por año; pero a medida que progresó la guerra los puntos fueron reducidos hasta llegar hasta el extremo en el que la compra de un abrigo casi constituía el permiso de la ropa de un año entero.

## Racionamiento en la Posguerra
El racionamiento continuó después del final de la guerra. De hecho, llegó a ser más terminante después del final de la guerra que durante el transcurso de la misma. El pan, que no fue racionado durante la guerra, fue inicialmente racionado en el 1946. Esto era en gran parte debido a la necesidad de alimentar la población de las áreas europeas que tenían bajo control aliado, ya que las economías habían sido devastadas debido a la lucha. El racionamiento del azúcar terminó en febrero de 1953. El final del racionamiento no ocurrió hasta 1954 con el plátano. El racionamiento prolongado hizo que proliferaran algunos sucedáneos de los alimentos preparados como el Crumble y la tarta de la zanahoria (carrot cake) que continúan siendo muy populares hoy en día.

## Raciones promedio durante la Segunda Guerra Mundial

### Raciones alimenticias
- 1s 2d (aproximadamente lb 3 oz o 540 g) de carne (las vísceras o salchichas[1] no formaban parte del racionamiento)
- 4 oz (113 g) bacon o jamón
- 3 pintas (1,7 l) de leche por semana o 1 paquete de leche en polvo por mes
- 2 oz (57 g) mantequilla
- 2 oz (57 g) margarina
- 2 oz (57 g) grasa o tocino
- 2 oz (57 g) té a granel (las bolsas de té no eran de uso extendido por aquella época en el RU)
- 1 huevo por semana o 1 paquete de huevos en polvo (equivalentes a una docena de huevos) mensualmente
- 2 oz (57 g) mermelada
- 3 oz (85 g) azúcar
- 1 oz (28 g) queso
- 3 oz (85 g) dulces
- 2 lb (907g) cebollas[2]
- más 16 points por mes para alimentos enlatados y secados.

### Raciones no alimenticias
- 67 (posteriormente 48) points para la ropa por año (por ejemplo 2 puntos para un par de braguitas, 5 puntos para una camisa masculina, 5 puntos para un par de zapatos, 7 puntos para un traje y 26 puntos para un suit). Los puntos de racionamiento en los vestidos se empelaban sobre todo para el algodón, la lana y demás textiles. Las personas con trabajos especiales tenían un extra de puntos, sobre todo si trabajaban en una fábrica. No existía sistema de puntos para ropa de segunda mano y para abrigos, pero sus precios fueron fijados por el gobierno.

- 16 oz (454 g) de jabón por mes (jabón de limpieza, jabón de belleza, y jabón en polvo, pero no jabón de afeitar)